# Vladimir Safatle
Vladimir Pinheiro Safatle (Santiago do Chile, 3 de junho de 1973) é um filósofo, escritor e músico brasileiro nascido no Chile. É professor titular da cadeira de Teoria das Ciências Humanas da Faculdade de Filosofia, Letras e Ciências Humanas da Universidade de São Paulo (FFLCH-USP). Notabilizou-se ao grande público sobretudo por sua atividade como colunista no jornal Folha de S. Paulo. Sua produção intelectual concentra-se nas áreas de epistemologia da psicanálise e da psicologia, filosofia política, Teoria Crítica e filosofia da música.

## Biografia
Filho do ex-guerrilheiro Fernando Safatle, que participou da luta armada contra a ditadura no Brasil como militante da Ação Libertadora Nacional, e de Ilmeide Tavares Pinheiro, Vladimir Safatle nasceu em Santiago do Chile, em 1973. Comprometida com a construção do socialismo chileno, sua família se mudou para o Brasil em virtude da ascensão de Augusto Pinochet ao poder, quando Vladimir tinha poucos meses de vida. No Brasil, instalaram-se primeiramente em Brasília e, a partir de 1987, em Goiânia, quando seu pai assumiu o cargo de Secretário do Planejamento no governo de Goiás.
Em 1991, mudou-se para São Paulo, onde iniciou seus estudos universitários. Cursou simultaneamente a graduação em filosofia na Universidade de São Paulo e em publicidade na Escola Superior de Propaganda e Marketing (ESPM). Em 1997, concluiu o seu mestrado de filosofia na Universidade de São Paulo sob a orientação de Bento Prado Júnior, com o título "O amor pela superfície: Jacques Lacan e o aparecimento do sujeito descentrado". Em 2002, concluiu o doutorado em "Espaços e transformações da filosofia" na Universidade Paris VIII, sob a orientação de Alain Badiou. Sua tese de doutorado, intitulada A Paixão do Negativo: Modos de Subjetivação e Dialética na Clínica Lacaniana, foi publicada em 2006 pela Editora UNESP e traduzida para o francês em 2010 (Georg Olms Verlag).
Desde 2003, Vladimir Safatle é professor no Departamento de Filosofia da Universidade de São Paulo, sendo professor titular desde 2019, além de professor convidado e pesquisador em outras universidades e instituições europeias, africanas e norte-americanas (Paris I, Paris VII, Paris VIII, Paris X, Toulouse, Louvain, Stellenboch Institute of Advanced Studies/Africa do Sul, Essex, Berkeley).
Com Christian Dunker e Nelson da Silva Jr., fundou e coordena o Laboratório de Teoria Social, Filosofia e Psicanálise da USP (Latesfip-USP).
Vladimir Safatle é também compositor, tendo composto trilhas sonoras para peças de teatro como Leite Derramado e Caesar, ambas de Roberto Alvim. Pela última, recebeu o Prêmio Aplauso de 2015 por Melhor Trilha Sonora Original. Em 2019, lançou, juntamente com a cantora Fabiana Lian, o álbum Músicas de Superfície, com peças para piano e voz compostas entre 1994 e 1998. Em 2021, lançou o álbum Tempo Tátil, pelo Selo Sesc. 
Entre 2010 e 2019, foi colunista semanal do jornal Folha de S. Paulo. Atua constantemente em programas televisivos, tendo sido comentarista político do Jornal da Cultura por quatro anos. Atualmente, é colunista do jornal El País.
Com participação política ativa, ministrou várias aulas públicas em greves e eventos de ocupação como "Ocupa Sampa" e "OcupaSalvador". Foi convidado pelo Partido Socialismo e Liberdade (PSOL),  a tornar-se candidato ao Governo do Estado de São Paulo na eleição de 2014. No entanto, a candidatura não prosperou por divergências internas.

## Trajetória intelectual
Em suas obras, propõe uma releitura da tradição dialética (em especial Hegel, Marx e Adorno) por meio da teoria psicanalítica de Jacques Lacan, além da reformulação de categorias clássicas do pensamento marxista, como fetichismo, crítica e reconhecimento. Seu projeto filosófico funda-se na procura em construir uma ontologia subtrativa do sujeito a partir da elaboração das críticas feitas a seu caráter fundacionista pelo pós-estruturalismo. Tal ontologia subtrativa seria o horizonte para a reformulação de teorias do reconhecimento, assim como para o redimensionamento das dinâmicas produtivas nos campos da política e da estética.[carece de fontes?]
A seu ver, teorias hegemônicas do reconhecimento (como a que conhecemos através de Axel Honneth, Charles Taylor) pecariam por depender de uma antropologia profundamente normativa que acaba por naturalizar os pressupostos identitários da individualidade moderna. Este é o tema central de Grande Hotel Abismo e aprofundado no livro seguinte: O Circuito dos Afetos. A incorporação da reflexão psicanalítica de Jacques Lacan, com sua noção de sujeito descentrado e sua compreensão da produtividade de experiências de negatividade e desamparo aparece como capaz de fornecer um quadro radicalmente diferente para a inscrição das demandas de reconhecimento, permitindo o desenvolvimento do que o autor chama de "reconhecimento anti-predicativo". Politicamente, tal reconhecimento anti-predicativo permite abrir espaço teórico para uma política pós-identitária, capaz de operar através de um conceito não-substancial de universalidade que força a produção de processos de desinstitucionalização e de zonas sociais de indeterminação.[carece de fontes?]
Por outro lado, tal projeto permite dar lugar àquilo que, nos sujeitos, não se conforma à figura da identidade ou à uma redução egológica da subjetividade, procurando com isto desdobrar temáticas ligadas a não-identidade (Adorno) e ao descentramento (Lacan). Recusando limitar o sujeito ao papel de fundamento dos descaminhos do pensamento moderno no interior das sendas da representação e da identidade, sua filosofia procura insistir na irredutibilidade da centralidade das funções implicativas próprias ao sujeito. Lá onde houver implicação a um acontecimento com sua força de despersonalização e impessoalidade (no que paradoxalmente seu pensamento se serve de temáticas vindas de Deleuze e do pós-estruturalismo francês), haverá sempre um sujeito, por mais larvar que ele possa parecer. Neste sentido, poderíamos reconstruir o conceito de sujeito, mas não simplesmente abandoná-lo. Criticar a antropologia presente no horizonte da humanidade do homem não significaria assim criticar o sujeito como função implicativa.[carece de fontes?]  
Vladimir Safatle é um dos responsáveis pela edição brasileira das Obras Completas, de Theodor Adorno (Editora Unesp) e publicou, em 2019, Dar corpo ao impossível: o sentido da dialética a partir de Theodor Adorno , no qual procura interpretar a dialética negativa adorniana como uma forma de dialética emergente animada por uma processualidade contínua. Ainda organizou, juntamente com Edson Telles, um importante estudo sobre a ditadura militar e suas ramificações no presente, intitulado: O que resta da ditadura: a exceção brasileira (Boitempo, 2010), além de estudos sobre o colapso da esquerda brasileiras e seus modelos (Só mais um esforço). Publicou também contribuições à filosofia da música, à crítica da cultura e à teoria psicanalítica, assim como assinou a introdução à tradução brasileira de obras de filósofos contemporâneos como Slavoj Žižek, Alain Badiou e Judith Butler.[carece de fontes?]. Pela Editora Ubu é coordenador da Coleção Explosante, que publicou livros de Alain Badiou, Carlos Marighella e Frantz Fanon. 

## Desempenho em eleições
| Ano  | Eleição  | Coligação           | Partido | Candidato a      | Votos          | Resultado |
| ---- | -------- | ------------------- | ------- | ---------------- | -------------- | --------- |
| 2022 | Estadual | Federação PSOL REDE | PSOL    | Deputado Federal | 17.644 (0,07%) | Suplente  |

## Obras
- 2003 - Um limite tenso: Lacan entre a filosofia e a psicanálise. São Paulo: Editora Unesp (organização)
- 2004 - O tempo, o objeto e o avesso: ensaios de filosofia e psicanálise. Belo Horizonte: Autêntica (co-organização)
- 2006 - Sobre arte e psicanálise. São Paulo: Editora Escuta (co-organização)
- 2006 - A Paixão do Negativo: Lacan e a dialética São Paulo: Unesp.
- 2007 - Lacan. São Paulo: Publifolha (republicado pela Editora Autêntica).
- 2007 - Ensaios sobre música e filosofia. São Paulo: Editora Humanitas (co-organização)
- 2008 - A filosofia após Freud. São Paulo: Humanitas (co-organização)
- 2008 - Cinismo e falência da crítica. São Paulo: Boitempo.
- 2010 - La passion du négatif : Lacan et la dialectique. Hildesheim: Georg Olms Verlag.
- 2010 - Fetichismo : colonizar o Outro. Rio de Janeiro: Civilização Brasileira.
- 2010 - O que resta da ditadura: a exceção brasileira. São Paulo: Boitempo (co-organização)
- 2012 - A esquerda que não teme dizer seu nome. São Paulo: Três Estrelas.
- 2012 - Grande hotel abismo: por uma reconstrução da teoria do reconhecimento. São Paulo: WMF Martins Fontes.
- 2013 - La Izquierda que no teme decir su nombre. Santiago: LOM Ediciones
- 2015 - O Circuito dos Afetos: Corpos Políticos, Desamparo e o Fim do Indivíduo São Paulo: Cosac Naify (republicado pela Editora Autêntica).[16]
- 2016 - Grand Hotel Abyss: desire, recognition and the restoration of the subject. Leuven University Press
- 2016 - Quando as ruas queimam: manifesto pela emergência. São Paulo: N-1 edições
- 2017 - Só mais um esforço. São Paulo: Três Estrelas
- 2018 - Patologias do social: arqueologias do sofrimento psíquico. São Paulo: Autêntica (co-organização)
- 2018 - Um dia, esta luta iria ocorrer. São Paulo: N-1 edições
- 2019 - Dar corpo ao impossível: o sentido da dialética a partir de Theodor Adorno. Belo Horizonte. Autêntica
- 2019 - El circuito de los afectos: cuerpos politicos, desamparo y fin del individuo. Cali: Editorial Buonaventura
- 2020 - Maneiras de transformar mundo: Lacan, política e emancipação, Belo Horizonte, Autêntica
- 2021 - O neoliberalismo como gestão do sofrimento psíquico, Belo Horizonte : Autêntica (co-organização)
- 2022 - Em um com o impulso: experiência estética e emancipação social - Bloco I. São Paulo: Autêntica Editora.[17]
- 2023 - Junho de 2013: rebelião fantasma. São Paulo: Boitempo. (co-autor)[18]
- 2024 - Alfabeto das colisões. São Paulo: Ubu Editora